# Маріон дю Френ (1995)
| На цю статтю не посилаються інші статті Вікіпедії. Будь ласка розставте посилання відповідно до прийнятих рекомендацій . | |
| Історія | |
| Франція | |
| Названий на честь: | Марк-Жозеф Маріон дю Френ |
| Власник: | CMA CGM The French Line |
| Оператор: | Institut polaire français Paul-Émile Victor (IPEV) для океанографічних досліджень французьких південних та антарктичних територій та логістичних операцій                                                   |
| Порт реєстрації: | Гавр |
| | |
| Спущений на воду: | 12 травня 1995 |
| | |
| Статус: | використовується |
| Основні характеристики                                                                                                   | |
| Водотоннажність: | 4,900 т. (порожній) 10,380 т. (повна) |
| Довжина: | 120.50 м |
| Ширина: | 20.60 м |
| Осадка: | 6.95 m |
| Двигуни: | - Електричні - Два електродвигуна двигуна: 2650 кВт е. На двох валах Підводний підйомник потужністю 750 кВт Електродвигуни: два 8-циліндрових один 6-циліндровий дизель                                     |
| Швидкість: | - 13,5 вузлів (25,0 км / год, 15,5 миль / год) (швидкість з низьким споживанням) 15,7 вузли (29,1 км / год, 18,1 км / год) (крейсерська швидкість) 17 вузлів (31 км / год, 20 миль / год) (повна швидкість) |
| Автономність: | 2 months |
| Місткість: | - 110 пасажирів у 59 каютах - 2500 т, 5600 м³ або 1106,1 м. Стандартні контейнери вантажу 1170 м³ палива |
| Екіпаж: | - 6 офіцерів - 22 матроси |
| Авіаційна група: | Одномісні гелікоптери Eurocopter Dauphin, Eurocopter Écureuil, Aérospatiale Alouette II or Aérospatiale Alouette III                                                                                        |
| Notes: | [ 1 ] |
| | На цю статтю не посилаються інші статті Вікіпедії.Будь ласка розставте посилання відповідно до прийнятих рекомендацій.                                                                                      |

Маріон дю Френ II дослідницький і постачальний корабель збудований у 1995 році. Названий на честь французького науковця Марка-Жозефа Маріона дю Френа. Його основні задачі це технічне забезпечення для Французьких Південних та Антарктичних земель, а також океанографічні дослідження. 
Маріон дю Френ II  (IMO 9050814) став заміною для дещо меншого судна Маріон дю Френ I, котрий використовувався TAAF з 1973 по 1995 р.
Корабель був побудований у французькому місті Гавр і завершений 12 травня 1995 року. Він зареєстрований в порту Марсель, проте фактичним мцсцем базування ж острів Реюньйон.

Корабель був розроблений з урахуванням кліматичних умов південних широт. Він може працювати у найбільш важких погодних умовах

## Місія
Маріон дю Френ II використовується для забезпечення архіпелагів Крозе та Кергелен, а також островів Амстердам та Сен-Поль, доставляючи матеріали, паливо та персонал для трьох дослідницьких станцій.

У зв'язку зі зростаючим  попитом, у 1999 році французьке Міністерство досліджень скоротило час, який корабель витрачаєна матеріально-технічні операції, до 120 днів на рік, і дозволив IPEV проводити дослідження у всьому світі решту 245 днів на рік. Тому корабель більше не обмежується Індійським океаном і проводить дослідження у всіх океанах. Це дозволило розробити інтегровані, міждисциплінарні програми, наприклад, провести декілька місяців у 1999 р. В палео-кліматичних цілях в Північній Атлантиці.

## Місткість корабля
Маючи можливість перевозити 110 пасажирів у 59 каютах, Маріон дю Френ II дозволяє проводити великі наукові програми. На борту також лікарня; аптека, відео / конференц-центр; бібліотека; тренажерний зал і корабельний магазин.

### Двигун
Приводиться в рух трьома електричними двигунами Cegelec — один  потужністю 750 кВт і два синхронних електродвигуна  змінного струму: 2650 кВт.

### Човни
Корабель має кілька менших робочих катерів на борту. Найбільшою є контейнерна баржа Gros Ventre («Жирний живіт»); окрім цього є маленькі катери та кумові шлюпки. 

### Авіація
На борту є вертольотний майданчик. Корабель може перевозити один гелікоптер, що використовується для доставки персоналу з судна на берег

### Підйомна тяга
Судно має два швидких 25-тонні крани (спільна тяга 45 т.), один логістичного / океанографічний 18-тонний кран, і один 3-тонний кран.

### Навігація
Навігаційне обладнання включає в себе:
- Три GPS навігатори
- Лаг для вимірювання швидкості
- Гірокомпас
- часовий сервер
- Система управління навігацією
- Ультракоронова базова лінія (USBL) підводної акустичної системи позиціонування
- Система динамічного позиціювання

### Оточення
- Центральна метеостанція та акустичний анемометр
- Два опріснювачі морської води

## Science
Завдяки сучасному обладнанню, він працює у всіх областях океанографії: морської геології, морської біології, океанографії, фізики та хімії океанів.

### Лабораторії
Є 31 лабораторія загальною площею 650 м² .

### Geophysics
Судно має повний комплект геофізичного обладнання

## Зелений туризм
В останні роки на борт також стали брати туристів (до 14 на поїздку), подорож триваж близько 28 днів. За цей час корабель проходить 9000 км  та охоплює архіпелаги Крозе, Кергелену та о. Амстердам — з можливістю перегляду місцевої дикої природи. Каюти судна є простим, але зручним, а на борту доступні різні види розваг та фізичних вправ. Їдальня може розміститися до 58 відвідувачів дночасно.

## Notable events
14 листопада корабель сів на мілину коло архіпелагу Крозе. Екіпаж повністю контроював ситуацію. Всі 110 пасажирів були евакуювані гелікоптером до найближчої дослідницької станції.